# Leiocephalus endomychus
Leiocephalus endomychus är en utdöd ödleart som beskrevs av Schwartz 1967. Leiocephalus endomychus ingår i släktet rullsvansleguaner och familjen Tropiduridae. Inga underarter finns listade i Catalogue of Life.
Kvarlevor av arten hittades på Antigua och Barbuda. Regionen ligger 160 till 500 meter över havet och är täckt av skog. Efter 1970-talet gjordes inga nya fynd.
Beståndet hotas av skogsröjningar och svedjebruk. Troligtvis dödas flera exemplar av introducerade manguster. IUCN listar arten fortfarande som akut hotad (CR).